# St. Bonifatius (Rannungen)

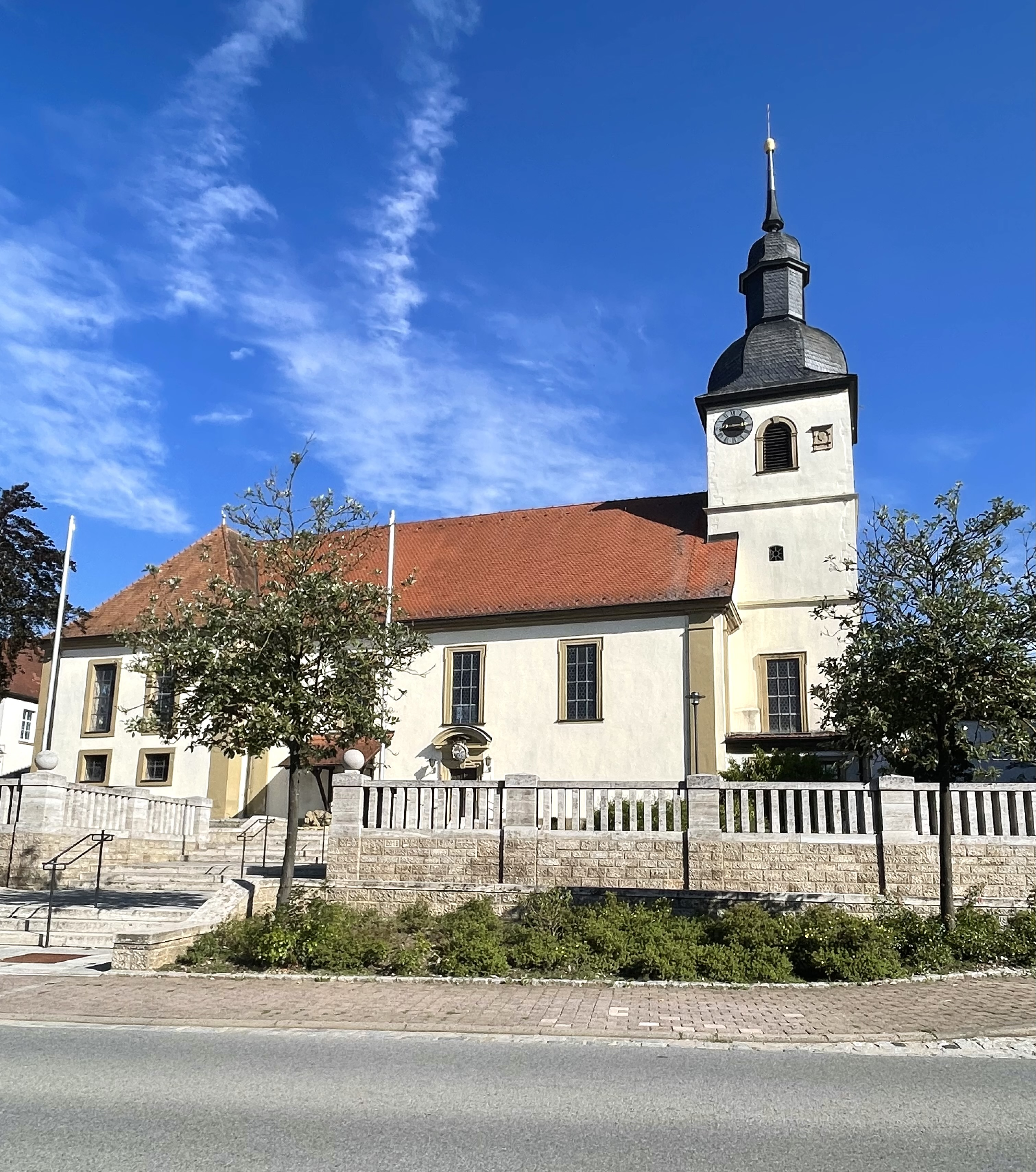
St.-Bonifatius-Kirche von Rannungen.

Die römisch-katholische Kirche St. Bonifatius befindet sich in Rannungen, einer Gemeinde im unterfränkischen Landkreis Bad Kissingen.
Die Kirche gehört zu den Baudenkmälern in Rannungen und ist unter der Nummer D-6-72-143-1 in der Bayerischen Denkmalliste registriert.

## Geschichte
Der erste sichere Nachweis der St.-Bonifatius-Kirche als Pfarrkirche stammt aus dem Jahr 1187; möglicherweise wurde sie bereits im 8./9. Jahrhundert von Mönchen aus dem Kloster Fulda erbaut.

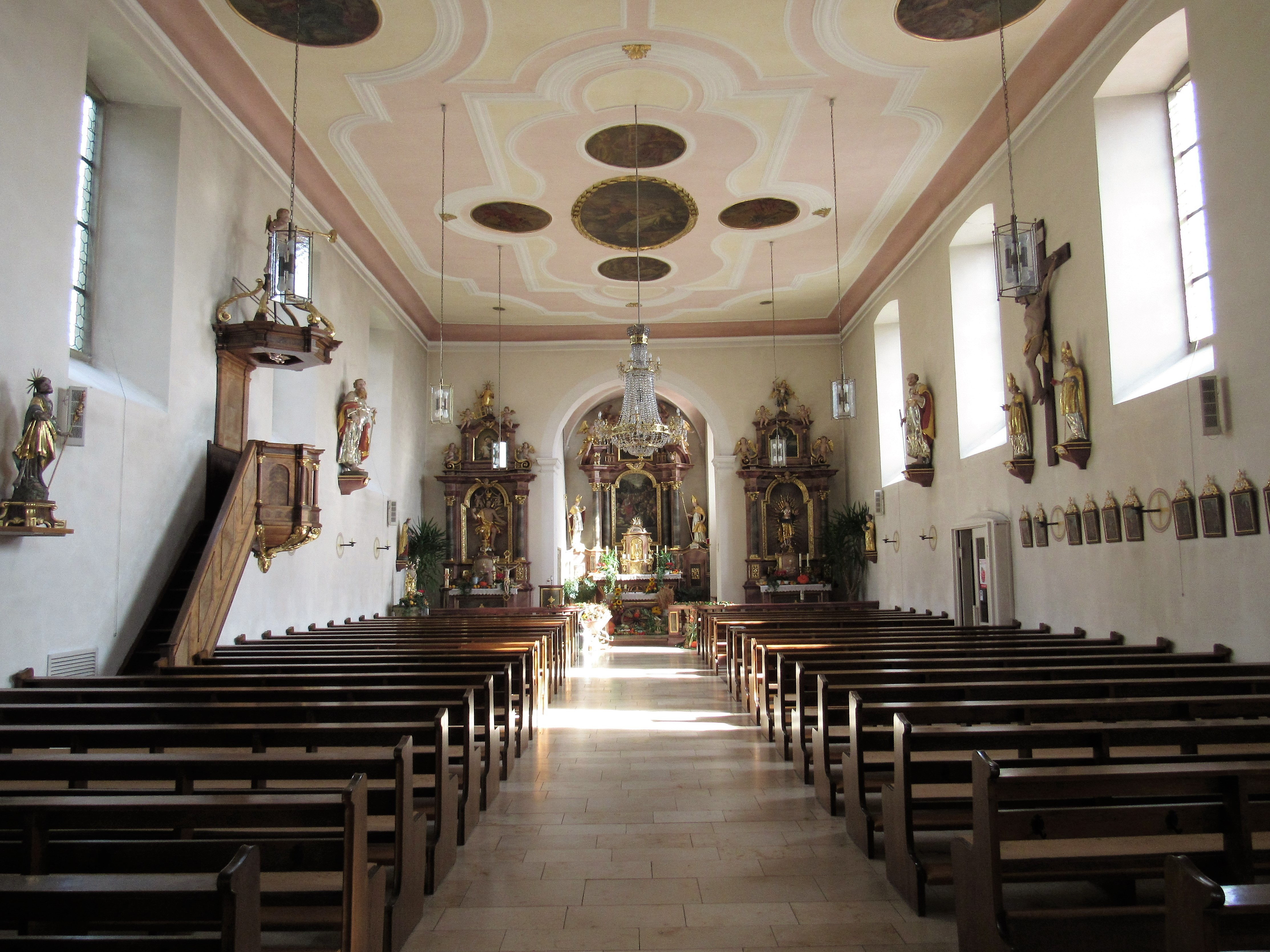
Innenraum der Kirche

Ein Neubau der Kirche fand im Jahr 1588 unter dem Würzburger Fürstbischof Julius Echter von Mespelbrunn statt. Aus dieser Anfangsphase der Kirche sind lediglich die Mauern des ursprünglich als spitzer Julius-Echter-Turm angelegten Kirchturmes erhalten; darunter befinden sich Reste des Fundaments der mittelalterlichen Vorgängerkirche. Unter Fürstbischof Johann Philipp II. von Greiffenclau wurde in den Jahren 1715 und 1716 durch den Hochfürstlich Würzburgischen Stadt- und Landbaumeister Joseph Greissing ein neues Langhaus im Barockstil errichtet, das zunächst drei Fensterachsen umfasste. Nur zehn Jahre später, im Jahr 1726, wurde der Turm bei einem Brand der örtlichen Bäckerei beschädigt und 1731 in seiner heutigen Kuppelform (welsche Haube) samt Laterne wieder hergestellt. Auch die Kirchturmuhr wurde zerstört und wieder ersetzt. Als das Gotteshaus zu Beginn des 20. Jahrhunderts zu klein geworden war, erweiterte man es im Jahre 1912/13 mit einem Querbau um zwei Fensterachsen in Richtung Westen. Das alte barocke Hauptportal aus Sandstein wurde bei dieser Erweiterung mitversetzt, die Stuckierung des Innenraums gestaltete man völlig neu.
Eine Besonderheit für den unterfränkischen Raum stellte die massive Außentreppe aus Sandstein dar, über die man die Kirchenempore seit 1913 ausschließlich erreichen konnte. Pfarrer Schmitt soll angeblich auf dieser Lösung bestanden haben, da er eine verheerende Brandkatastrophe in einem großen Theater mit mangelnden Fluchtwegen miterlebt hatte. Die Treppe wurde 1988 aufgrund baulicher Schwierigkeiten entfernt und durch eine einfache Innentreppe aus Holz ersetzt.

## Ausstattung, Glocken, Turmuhr

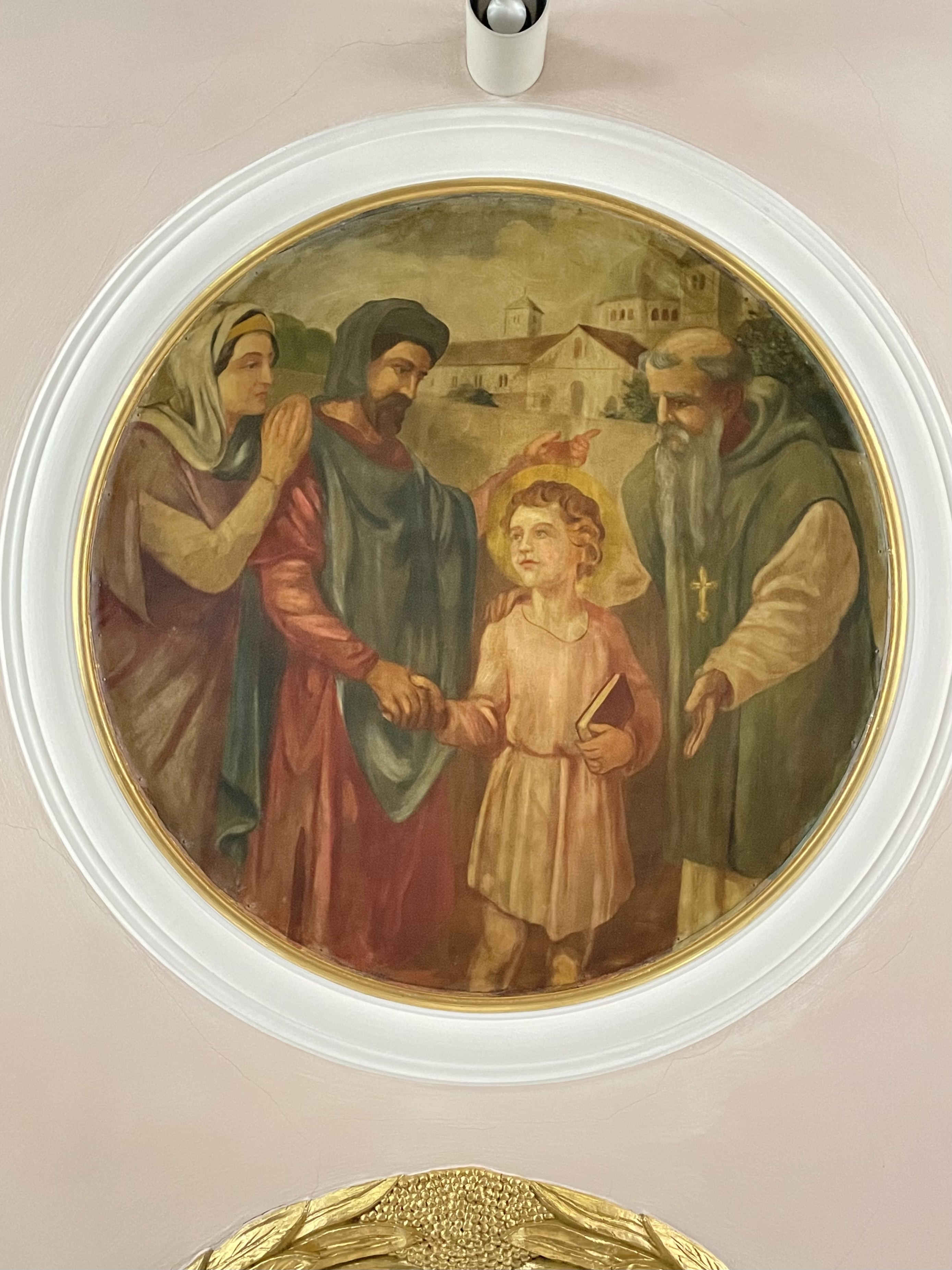
Ankunft des jungen Bonifatius in Exeter, Teil des Gemäldezyklus an der Decke

Aus der Barockzeit stammt der Hauptteil der Einrichtung: der Hochaltar mit der Erweckung des Lazarus, zwei Seitenaltäre sowie eine große Zahl an Holzplastiken (Statuen) und 15 gemalte Kreuzwegstationen. Die Renaissance-Kanzel mit Intarsien scheint noch aus der Vorgängerkirche zu stammen, ganz sicher auch der romanische Taufstein.
Namentlich bekannt sind neben den Baumeistern nur zwei Künstler, die für die Rannunger Kirche gearbeitet haben: Dem berühmten Schweizer Maler Paul von Deschwanden hatte die Rannunger Gemeinde um 1880 anlässlich einer Umgestaltung des Innenraums den Auftrag zu zwei Gemälden für die Seitenaltäre erteilt. Dieser fertigte erste Entwürfe (Herz Jesu bzw. Herz Mariä), verstarb er im Jahre 1881, sodass sich das Projekt zerschlug und stattdessen Holzskulpturen in die Altäre eingefügt wurden (Christkönig und Immaculata).
Als in den Jahren 1912/13 eine Erweiterung der Kirche durch einen Querbau stattfand, erhielt auch die gesamte Decke eine neue Stuckierung; außerdem wurde ein Gemäldezyklus von Hans Bayerlein (Bamberg) in die Stuckkartuschen eingefügt. Die Bilder zeigen vor allem die Lebensgeschichte des Kirchenpatrons St. Bonifatius, außerdem Evangelisten und Engel. Dieser Zyklus ist sehr stark an die Gemälde aus der Münchener Abtei Sankt Bonifaz angelehnt, welche Professor Heinrich von Hess gemalt hatte und die bei der Zerstörung Münchens im Zweiten Weltkrieg vernichtet wurden. Außerdem erhielt die Kirche mehrere Fenster mit schönen Jugendstil-Glasmalereien, die verschiedene Heilige zeigten. Von diesen sind nur noch zwei vorhanden (Empore). 

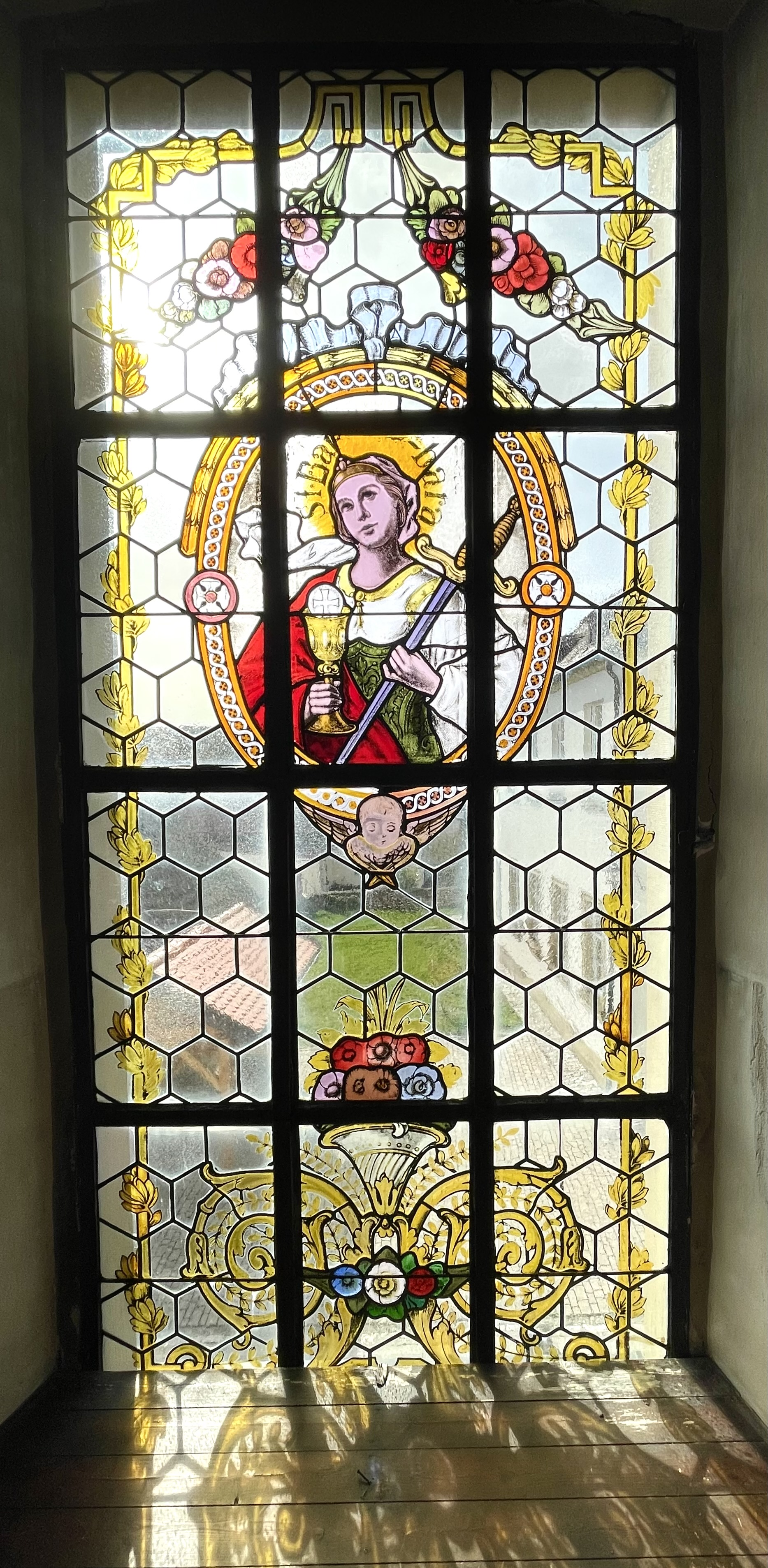
Glasmalerei "St. Barbara"

Im Jahr 1949 wurde der Innenraum provisorisch aufgetüncht, in den Jahren 1966/67 die Kirche systematisch renoviert. Während dieser Renovierung rückte das in dunklen Farbtönen gehaltene Abendmahlsgemälde ins Zentrum des Interesses, dessen Ursprung zunächst nicht ermittelt werden konnte. Das vom Rannunger Pfarrer Schmitt im Rahmen der Kirchenerweiterung von 1912/13 angeschaffte Bild stellte sich als eine durch den Münchner Hofmaler August Wolf angefertigte Kopie eines Florentiner Originals heraus. Restauriert wurde es dem nach dem Bombenangriff auf Würzburg am 16. März 1945 wieder erbauten Würzburger Dom als Leihgabe zur Verfügung gestellt, wo es als Altarblatt im südlichen Seitenaltar eingesetzt ist.
Die Rannunger St.-Bonifatius-Kirche erhielt im Gegenzug aus dem Würzburger Dom ein Gemälde des Rubens-Schülers Oswald Onghers.
Vom ursprünglichen Geläut aus der Bauzeit (1716) ist nur die kleine Glocke aus Bronze erhalten; die anderen Glocken mussten im Zweiten Weltkrieg für Rüstungszwecke eingeschmolzen werden. Im Jahr 1948 wurde das Geläut durch drei neugegossene Eisenhartgussglocken ergänzt, die in Bockenem (Harz) gegossen worden waren. Das Geläut hat die ungewöhnliche Tonfolge ges′ − as′ − cis″ − dis″.
Eine Turmuhr ist seit dem 16. Jahrhundert belegt. Als im Jahr 1920 die zersprungene Glocke umgegossen wurde, wurde wieder eine neue Turmuhr eingesetzt. Beim Einbau einer modernen Uhr im Jahr 1983 erhielt sie ein drittes Zifferblatt.

## Orgel

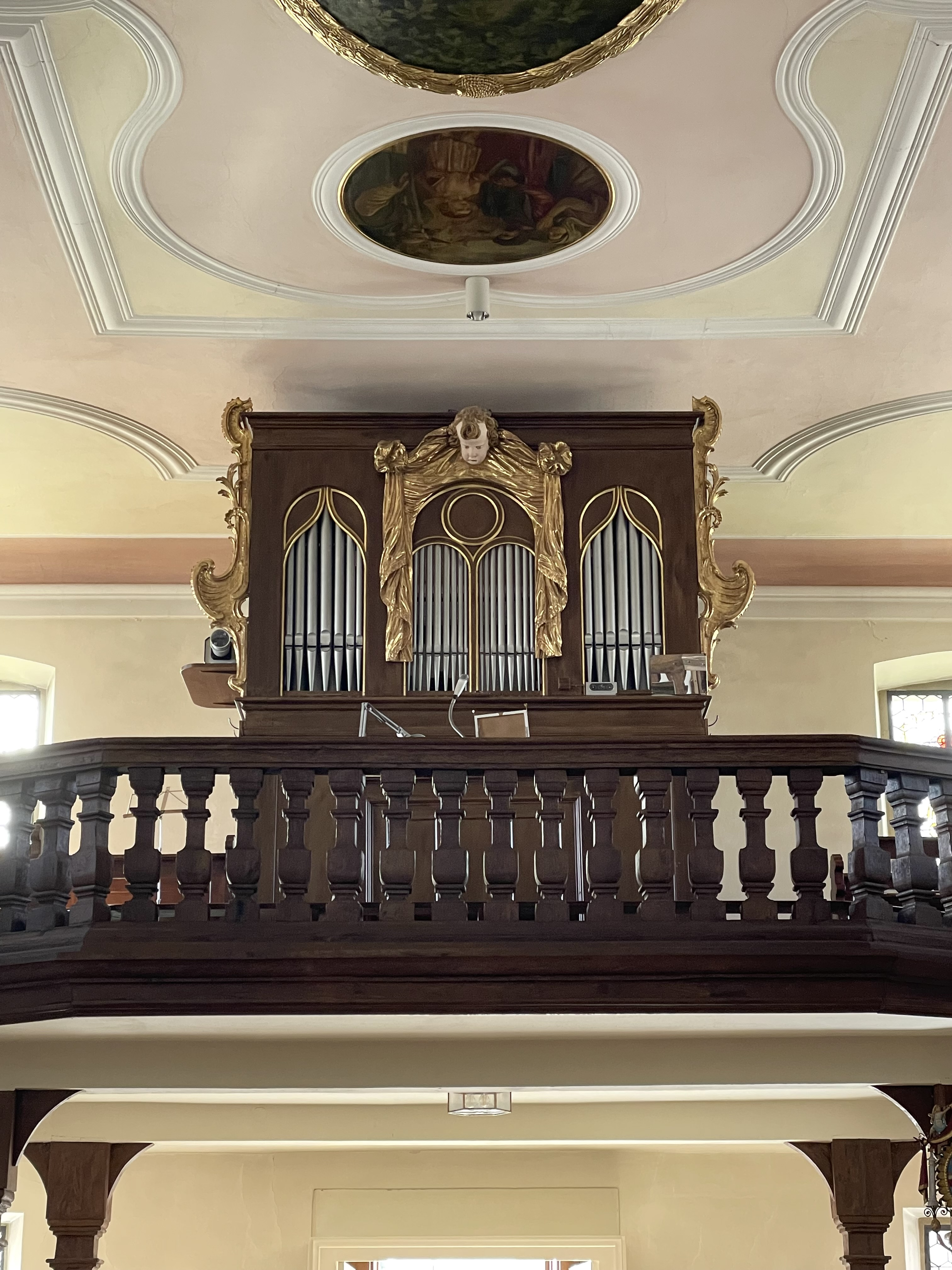
Orgel von Schlimbach / Hofmann

Spätestens seit 1716 gibt es in der Pfarrkirche eine Orgel. Die heutige Orgel geht auf einen Neubau (1859) durch den Orgelbauer Kaspar Schlimbach jun. aus Königshofen zurück. Bei der Kirchenerweiterung von 1912/13 wurde die Orgel von Orgelbauer Eduard Hofmann aus Hofheim gründlich saniert, sodass quasi eine neue Orgel entstand. Spätere kleine Umbauten (vor allem durch die Firma Hochrein in Münnerstadt) kamen hinzu. Das einfache, ursprünglich neugotische Gehäuse wurde um 1932 mit neubarocken Schnitzereien verziert.
Die Orgel verfügt derzeit über folgende Disposition:
| I Hauptwerk C– |           |       |
| 1.             | Bourdun   | 16′   |
| 2.             | Prinzipal | 08′   |
| 3.             | Gamba     | 08′   |
| 4.             | Gemshorn  | 08′   |
| 5.             | Oktave    | 04′   |
| 6.             | Flöte     | 04′   |
| 7.             | Rohrquint | 2 ⁄3′ |
| 8.             | Flageolet | 02′   |
| 9.             | Mixtur IV | 01′   |

| II Positiv C– |            |    |
| 10.           | Gedackt    | 8′ |
| 11.           | Salicional | 8′ |
| 12.           | Prästant   | 4′ |
| 13.           | Nachthorn  | 2′ |
| 14.           | Cymbel II  | 1′ |
| 15.           | Trompete   | 8′ |

| Pedal C– |           |     |
| 16.      | Subbaß    | 16′ |
| 17.      | Violon    | 16′ |
| 18.      | Octavbass | 08′ |
| 19.      | Choralbaß | 04′ |

- Koppeln: II/I, I/P, II/P
- Spielhilfen: automatische Pedalumschaltung; feste Kombinationen ff, mf, pp;

## Umgriff der Kirche

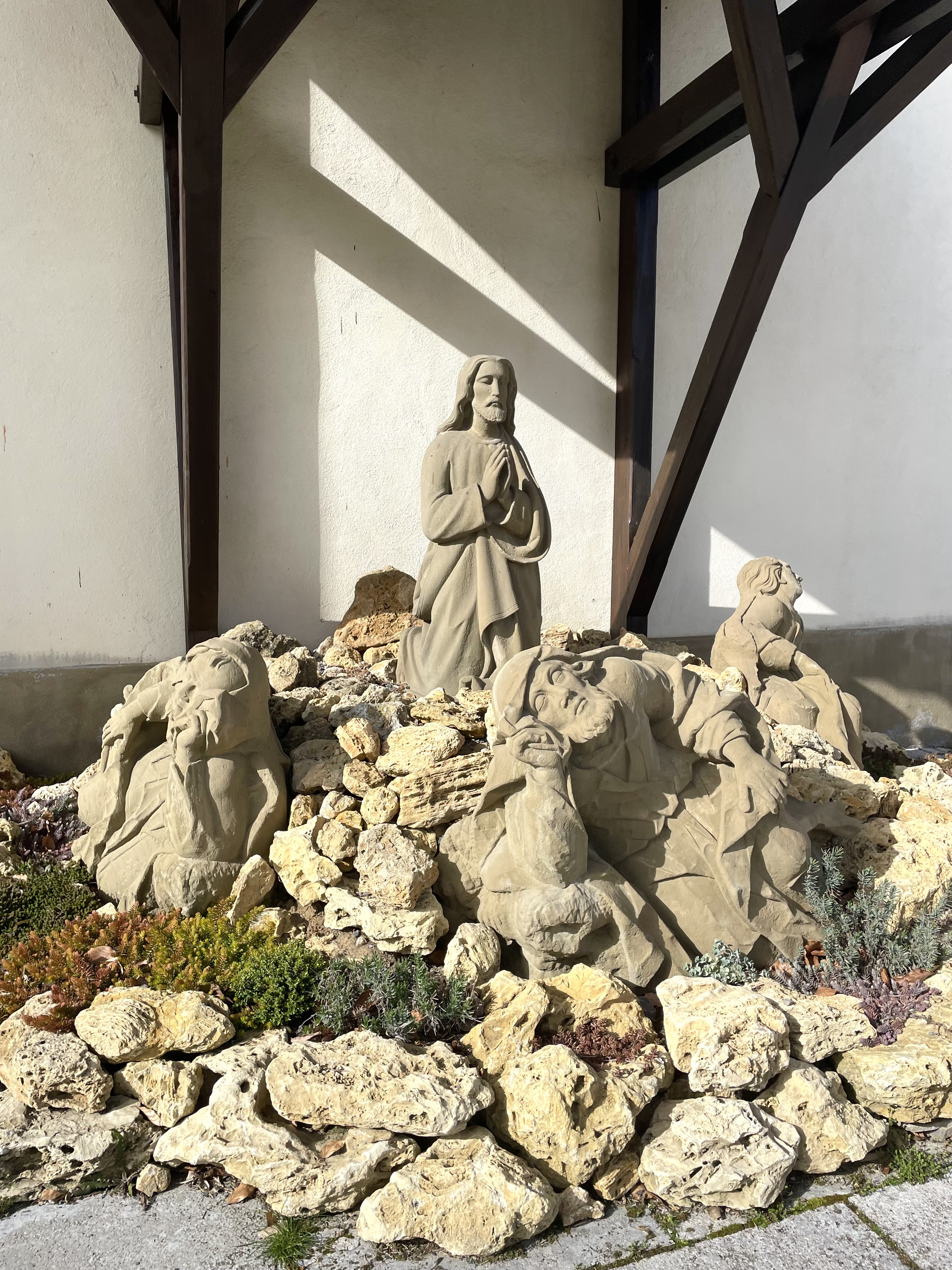
Ölberggruppe an der Südseite

Ursprünglich war die Kirche von einer Gadenanlage und dem Kirchhof (= Friedhof) mit der Kirchhofmauer umgeben. Wohl um 1760 ersetzte man südlich der Kirche diese Gaden, und zwar durch ein repräsentatives Tor (das „Schwarze Tor“), dessen Pfosten von Figuren des Hl. Michael und der Immaculata bekrönt waren, und durch eine Balustradenanlage aus Sandstein, die bis zum Pfarrhaus reichte. Sie war mit Inschriften zur Leidensgeschichte Jesu versehen und ebenfalls mit Sandsteinfiguren bzw. -vasen geschmückt. Aufgrund von Verwitterung musste diese Anlage nach 200 Jahren abgetragen werden, wurde aber 2021 durch eine Konstruktion aus Muschelkalk ersetzt, welche das alte Erscheinungsbild vereinfacht wiederaufnimmt. Gut erhalten ist dagegen die barocke Ölberggruppe an der Südfassade der Pfarrkirche, die aus derselben Zeit (um 1780) stammt. Sie zeigt den betenden Jesus am Ölberg und drei schlafende Jünger fast lebensgroß. Hier und nördlich der Kirche hat man einige Grabsteine verdienter Bürger aufgestellt, z. B. den des Ehrenbürgers Pfr. Joseph Schmitt.